# Талалаев, Анатолий Николаевич (юрист)
Анато́лий Никола́евич Талала́ев (4 мая 1928, Москва — 1 января 2001) — советский и российский юрист, видный специалист по праву международных договоров, доктор юридических наук, профессор кафедры международного права юридического факультета МГУ. Преподавал в вузах с 1956 года.

## Научная биография
В 1951 году окончил Московский юридический институт.
В 1954 году защитил кандидатскую диссертацию «Борьба СССР за запрещение атомного оружия и за установление над ним международного контроля».
В 1956—1961 — доцент Пермского государственного университета. Читал курсы международного права, основ народнохозяйственного планирования, руководил студенческой научной работой, семинарским кружком по истории КПСС научных работников факультета.
С 1957 года — член Советской ассоциации международного права.
В 1960 участвовал в 49-й конференции Ассоциации международного права в Гамбурге (ФРГ).
В 1967 году защитил докторскую диссертацию «Юридическая природа международного договора».
Старший научный сотрудник МГУ, профессор МГУ; читал курс международного права в УДН, в Академии МВД, в Университете Ганы.
В качестве члена советской делегации принимал участие в Венских конференциях ООН по праву международных договоров в 1968—1969 и 1986 годах.

## Научная деятельность
Практически всю научную деятельность посвятил праву международных договоров. Результаты исследований отражены в многочисленных научных трудах, завершением которых стали фундаментальные работы «Право международных договоров» (в 3-х книгах, 1980, 1985 и 1989) и комментарий к Венской конвенции о праве международных договоров (1997). Монография «Право международных договоров» переиздавалась в 2011 и 2013 годах.
В его научную проблематику также входили теория и история международного права, разоружение.
Работал также научным рецензентом и редактором по вопросам международного права и международных отношений в Издательстве иностранной литературы.
Участвовал в работе над проектами законов: о порядке заключения, исполнения и денонсации международных договоров СССР (1978); о международных договорах Российской Федерации (1995).
Автор около 200 научных работ, в том числе глав учебников международного права, статей в Советском энциклопедическом словаре и других изданиях.

## Разное
Был женат, имел сына. Хобби: художественная литература. Владел немецким, английским и французским языками.

## Основные работы

### Монографии
- Юридическая природа международного договора. — М.: Изд-во Ин-та междунар. отношений, 1963. — 263 с. — 1900 экз.

| Рец.: | Бобров, Р. Л., Малинин, С. А. [Рецензия] // Правоведение. — 1966. — № 3. — С. 147—148.              |
|       | Ганюшкин, Б. В. [Рецензия] // Сов. гос. и право. — 1964. — № 7. — С. 167—169.                       |
|       | Нечаев, Б. Н., Олтеану О. [Рецензия] // Вестн. Моск. ун-та. Сер.: Право. — 1964. — № 4. — С. 74—75. |
- Международные договоры в современном мире : Вопросы права международных договоров в свете работы Венской конференции ООН 1968—1969 гг. — М. : Междунар. отношения, 1973. — 247 с. — 4000 экз.

| Рец.: | Губин, В. Ф. [Рецензия] // Сов. гос. и право. — 1974. — № 8. — С. 147—149.                        |
|       | Щерба, Г.А. [Рецензия] // Сов. ежегодник междунар. права. 1974. — М. : Наука, 1976. — С. 302—305. |
- Право международных договоров : [в 3 т.]. — М. : Междунар. отношения, 1980—1989.

[1] : Общие вопросы. — 1980. — 312 с. — 5000 экз.
[2] : Действие и применение договоров. — 1985. — 294 с. — 5000 экз.
[3] : Договоры с участием международных организаций. — 1989. — 270, [1] с. — 3300 экз. — ISBN 5-7133-0047-1.
| Рец.: | Бояршинов В. Г. [Рецензия] // Междунар. жизнь. — 1982. — № 4. — С. 139. — ISSN 0130-9625. — Рец. на кн.: [1].        |
|       | Мюллерсон, Р. А. [Рецензия] // Сов. гос. и право. — 1980. — № 7. — С. 151—153. — ISSN 0132-0769. — Рец. на кн.: [1]. |
|       | Шатров, В. П. [Рецензия] // Там же. — 1991. — № 2. — С. 139—142. — Рец. на кн.: [2—3].                               |

### Статьи
- Об основных принципах международного права // Сов. ежегодник междунар. права. 1958. — М.: Изд-во Акад. наук СССР, 1959. — С. 513—515.
- Прекращение международных договоров в истории и практике советского государства // Сов. ежегодник междунар. права. 1959. — 1960. — С. 144—155.
- Международные договоры рабовладельческого общества // Правоведение. — 1960. — № 3. — С. 134—138.
- О действительности международных договоров // Сов. гос. и право. — 1960. — № 5. — С. 114—119.
- Соотношение международного и внутригосударственного права и Конституция Российской Федерации // Моск. журн. междунар. права. — 1994. — № 4. — С. 3—15. — ISSN 0869-0049.
- Конституционный суд и международные договоры России (к вопр. о конституционности междунар. договоров Рос. Федерации) // Гос. и право. — 1996. — № 3. — С. 118—123. — ISSN 0132-0769.
- Общепризнанные принципы и нормы международного права: Конституционное закрепление термина // Вестн. Моск. ун-та. Сер. 11, Право. — 1997. — № 3. — С. 66—74. — ISSN 0130-0113.
- Два вопроса международного права в связи с Конституцией РФ // Гос. и право. — 1998. — № 3. — С. 64—70.

### Учебные пособия, справочные издания
- Юридический энциклопедический словарь / Гл. ред. А. Я. Сухарев. — М. : Сов. энциклопедия, 1984. — 415 с. — 150 000 экз. (авт. ст.: Апартеид. — С. 23 ; Выдача преступников. — С. 54 ; Границы государственные. — С. 76—77 ; Договор международный. — С. 90—91 ; Коллективная безопасность. — С. 138—139 ; Нейтралитет. — С. 192 ; Неприменения силы принцип. — С. 195—196 ; Территория государственная. — С. 369).
- Международное право : [Учеб. для вузов по направлению и спец. «Юриспруденция»] / Отв. ред. Г. И. Тункин. — М. : Юрид. лит., 1994. — 511, [1] с. — 30 000 экз. — ISBN 5-7260-0695-X (в соавт. с Г. И. Тункиным, Е. А. Шибаевой и др.).
- Венская конвенция о праве международных договоров : Комментарий / Отв. ред. Н. В. Захарова. — М. : Юрид. лит., 1997. — 336 с. — 5000 экз. — ISBN 5-7260-0890-1 (сост. и авт. коммент.).

### Научно-популярные издания
- Международное право и современность. — М.: Наука, 1984. — 192 с. — (Сер. История и современность). — 4000 экз.
- Хельсинки: принципы и реальность. — М.: Юрид. лит., 1985. — 191 с. — 25 000 экз.

### Некрологи
- Памяти Анатолия Николаевича Талалаева (1928—2001) : [Некролог] // Вестн. Моск. ун-та. Сер. 11, Право. — 2001. — № 1. — С. 110—112. — ISSN 0201-7385.
- Талалаев Анатолий Николаевич (1928—2001) : [Некролог] // Моск. журн. междунар. права. — 2001. — № 2. — С. 416—419. — ISSN 0869-0049.